# 赵龙 (1967年)
赵龙（1967年9月—），男，汉族，辽宁盘锦人，中国共产党、中华人民共和国政治人物。现任中共福建省委副书记、省长、省双拥共建工作领导小组组长，中共第二十届中央委员。
曾任国土资源部、自然资源部副部长、中共福建省委常委、省政府副省长、中共厦门市委书记。

## 生平

### 国土资源部
1985年9月，赵龙考入中国人民大学土地管理系土地管理专业学习，1988年12月加入中国共产党。1989年7月，大学毕业后的赵龙被分配到国家土地管理局工作，不久后被分配到大连市土地管理局进行为期一年的锻炼。回到国家土地管理局后，他历任科技宣教司教育处、办公室综合处科员、正科级秘书。1997年1月，升任国家土地管理局办公室副处级秘书、综合处副处长。1998年8月，调任国土资源部地籍管理司登记处副处长，主持工作。两个月后，升任处长。2001年12月，他升任该司副司长。2004年3月至2005年3月，挂职任四川省广安市委常委、副市长。2007年，参加中央党校中青年干部培训班学习。期间，他还在北京大学与国家行政学院合作培养公共管理硕士专业在职学习，获公共管理硕士学位。
2009年3月，赵龙外放到国家土地督察济南局任局长。2009年12月，担任局党组书记。2015年6月，回京担任国土资源部规划司司长。2016年6月，再提任国土资源部党组成员、副部长，跻身副部级。他成为当时国土资源部现任领导层中最年轻的一员，也是唯一的“65后”。10月，免去规划司司长职务。2018年3月，国土资源部改制后，赵龙继续担任新组建的自然资源部党组成员、副部长。

### 福建省
2020年7月，赵龙离开长期工作的国土资源系统，外放福建，出任中共福建省委常委，省政府副省长、党组副书记。2021年1月，在前任胡昌升升任黑龙江省人民政府省长后，赵龙接任中共厦门市委书记。2021年4月，不再兼任常务副省长职务。10月，赵龙再获晋升，出任福建省委副书记、代省长，系时任最年轻的省级行政区政府一把手、第二年轻的省部级正职官员。2022年1月，当选为福建省人民政府省长。2022年10月，赵龙在中共二十大上当选中共中央委员。